# Félix Manuel Pelayo
Félix Manuel Pelayo (Buenos Aires, Argentina, 2 de enero de 1902 - ibídem, 18 de enero de 1992) fue un dramaturgo, periodista, autor teatral y poeta argentino.

## Carrera
Félix Manuel Pelayo se inició como poeta y periodista, para luego consolidarse como un gran autor teatral de obras y libros como La baba del diablo (1930), El hombre y la imagen (1941), Pedido de casamiento (1952), la parábola escénica El milagro y el rey (1958), Bataclán, peripicia dramática en dos tiempos, No vuelvas a empezar (1960), El financista y Tres en la selva.
Otras obras que escribió fueron:
- El señor Lorens solo quiere un bufón (1962)
- Cuentos en el botánico (1965)
- Una criada española (1965)
- Antes del estreno (1967)
- ¡Quedate Margarita! (1971)
- El cordón umbilical (1971)
- A batallas de amor cuerda de ahorcado (1972)
- Los cuernos de la Luna (1974)

Para radio fueron bastantes las obra que realizó, entre ella:
- La valija azul
- Payné
- Huella sin senda
- La antorcha
- Renato Castaldi, profesor
- La espalda del héroe
- El muerto del tala
- La sombra del mangrullo
- San Luis de la Punta, un día
- El camarín
- Fuego en las breñas
- Estampas de la pasión
- El cigarrillo rubio
- Necesito un apellido
- Pedido de casamiento
- El asno de Buridán
- Premio Nobel
- Antes del té
- Esgrima

Fue muy popular sobre todo por haber escrito doce obras exclusivas para niños como La ranita verde y el marinerito Andrés, Cuentos de Ñanga Pichanga, Cuentos de Vulgo Revulgo, Cuentos de Trotamundos e Historias para adolescentes. También desempeñó importantes funciones gremiales.
Fue el monitor del Consejo Nacional de Educación (1955-60). Participó como jurado de los Premios Konex en dos oportunidades, 1982 y 1991. Desde 1980 sus actividades estuvieron vinculadas como Miembro de la Junta Directiva de la SADE.

## Filmografía
- 1955: Codicia (como guionista)
- 1955: Más allá del paralelo 42 (como argumentista).[4]

## Galardones
- Medalla de oro en el IV Festival de Necochea  por la obra  infantil Plum, el aventutero (1964).
- Primer Premio de Argentores  por la obra  infantil Plum, el aventutero (1964).
- Premio Konex (1964) por Teatro para niños.
- Faja de Honor de la SADE por Fugitivo (1957)
- Segundo Premio Nacional de Teatro (1960)
- Primer Premio de Teatro Infantil (1977)[5]